# Assiminea vulgaris
Assiminea vulgaris là một loài ốc có mài nhỏ sống ở đầm ngập mặn có nắp, là động vật thân mềm chân bụng sống dưới nước trong họ Assimineidae.